# Viaduc de Culoz
Le viaduc de Culoz ou viaduc du Rhône est un pont ferroviaire en poutres franchissant le Rhône entre les communes de Culoz (Ain) et de Vions (Savoie).
Il se trouve sur le tracé de la ligne de Culoz à Modane (frontière), construite entre 1856 et 1858. Le pont actuel succède à un pont précédent, alors situé juste à côté et également nommé viaduc de Culoz, ayant la même fonction et inauguré le 2 septembre 1858.

## Genèse
Le 20 octobre 1856 s'ouvre la portion d'Aix-les-Bains à Saint-Jean-de-Maurienne. Les travaux au nord d'Aix-les-Bains débutent l'année suivante et le 31 août 1857 la ligne est prolongée jusqu'à Brison Saint-Innocent. Enfin, c'est en 1858 que la voie longe le lac du Bourget et arrive au Rhône.

## Le viaduc de 1858

### Construction
Les travaux débutent le 1er septembre 1857, Victor-Emmanuel II, duc de Savoie et roi de Sardaigne et le prince Jérôme posent la première pierre du pont. Bien qu'une seule voie soit prévue, ses appuis sont conçus pour recevoir deux voies.
La construction du pont est ainsi divisée en plusieurs acteurs trans-frontaliers :
- l'emplacement du pont est déterminé et les plans sont dessinés par les ingénieurs Newman et Limmel de la Compagnie anglaise Thomas Brassey, à qui la Compagnie de chemin de fer Victor-Emmanuel confie les travaux de construction de la ligne ferroviaire ;
- les fondations sont exécutées par la Compagnie du Lyon-Genève ;
- le tablier en fer est construit par la Compagnie Victor-Emmanuel ;
- la société Ernest Goüin et Compagnie (actuelle Spie Batignolles) est responsable des piles et des travaux de canalisation du Rhône[3].

L'ouvrage est construit à sec. En effet, le Rhône occupe alors une zone marécageuse de 600 m de large. Des digues d'environ 1 600 m de longueur sont construites sur chaque rive pour canaliser le fleuve, qui est finalement détourné pour passer sous l'ouvrage.
Les extrémités du pont devaient initialement comporter deux têtes monumentales dont l’architecture à créneaux aurait rappelé les tours situées aux entrées des trois tunnels percés le long des rives du lac du Bourget : tunnel du Grand Rocher, tunnel de Brison et tunnel de la Colombière. Elles ne voient finalement pas le jour. Des écussons aux armes de l’Empire Français et du Royaume de Piémont-Sardaigne sont fixés au tablier métallique de la première voie, puis sont déposés en 1902 lors de la mise en place du tablier supportant la deuxième voie. Nul ne sait ce qu’ils sont devenus.

### Inauguration et exploitation
Le viaduc est inauguré le 16 août 1858 et la mise en service démarre exactement une année après le début des travaux, le 2 septembre 1858. Il s´agit alors du premier pont français à poutre droite en treillis métallique. A cette époque, il permet de joindre la rive française et la rive piémontaise du Rhône, ainsi que de raccorder les voies de la Compagnie de chemin de fer Victor-Emmanuel et celles de la Compagnie du Lyon-Genève.
Le tablier est doublé en 1902 ou 1908, aussi celui de 1858 est démoli.
En 1936, la compagnie PLM, devenue l'exploitante de la ligne, l'électrifie en 1 500 V continu.

## Seconde Guerre Mondiale
En Juin 1940 il est le seul pont qui n'est pas détruit pendant la Bataille de la vallée du Rhône. De ce fait, il permet aux troupes allemandes de menacer Chambéry et surtout Grenoble. Le XVIeme panzerkops du général Erich Hoepner profite de l'occasion pour traverser le Rhône, et engager les troupes Françaises constitué à la hâte du Groupement Cartier devant Voerrepe. L'échec de la destruction volontaire de ce pont par l'Armée Française, est de par son importance souvent comparée à celle du pont de Remagen. Aussi disparate soient-elles, elles parviennent, aidé par une artillerie efficace, à arrêter les Allemands jusqu'à l'Armistice du 24 juin 1940. Ce qui permet de soustraire un nombre important de matériel militaire à l'occupant.

## Le viaduc de 2008
Malgré des entretiens réguliers depuis 1943, l'ouvrage se détériore progressivement. En 2005, un appel d'offres est lancé en vue de reconstruire le pont, remporté par les entreprises Maïa Sonnier et Cimolai, pour un coût de 18,7 millions d'euros. Les travaux débutent cette même année et consistent à reconstruire des piles et le tablier du viaduc (soit un poids de 4 800 tonnes).
Le 24 juillet 2006, un train du chantier de la section Moirans - Grenoble déraille et détruit le pont amont, impliquant un arrêt des travaux durant 4 mois ; une voie unique temporaire est proposée sur le pont aval. Le rapport technique indique que la « cause directe immédiate du déraillement est un déchargement de la roue gauche de l'essieu de délestage en présence d'un gauche de raccordement de sortie de courbe ». 
Les travaux se terminent en 2007.